# Dolmen de l'Île Renote
Le dolmen de l'île Renote, appelé aussi Ty-Lia, est situé sur l'île du même nom à Trégastel dans le département français des Côtes-d'Armor.

## Protection
L'édifice est inscrit au titre des monuments historiques en 1977.

## Description
Le dolmen se caractérise par sa forme en entonnoir : il s'agit d'une sépulture en « V » bien qu'elle soit abusivement souvent qualifiée d'allée couverte. Le dolmen mesure 12,75 m de longueur pour une largeur comprise entre 1 m côté ouest et 2,25 m côté est. Le côté nord est constitué d'un rocher naturel de 7 m de longueur prolongé par quatre orthostates dont la longueur varie entre 0,50 m et 1,25 m. Le côté sud est délimité par sept orthostates inclinés vers l'intérieur de la chambre dont la longueur varie entre 1 m et 2,25 m. Une dalle presque perpendiculaire à l'axe du monument à son extrémité est en constitue peut-être le chevet.
L'ensemble est recouvert d'une table de couverture de 2,65 m de long sur 2,40 m de large et 0,35 m d'épaisseur. Une seconde table, brisée en deux parties, gît à l'intérieur de la chambre (le plus grand morceau mesure 1,60 m par 1,35 m et 0,45 m d'épaisseur).
Les restes d'une enceinte de type péristalithe sont visibles autour du dolmen dépassant du sol côté nord et sud. Toutes les dalles sont en granite de Ploumanac'h.
L'édifice aurait été fouillé très anciennement mais, au début du XXe siècle, « une hache en pierre polie, deux pointes de silex et des fragments de corail blanc » y auraient été découverts.